# Vista de la ciudad de Luxemburgo desde el Fetschenhof
Vista de la ciudad de Luxemburgo desde los Fetschenhof (en francés: Vue de la ville de Luxembourg depuis le Fetschenhof) es un óleo sobre lienzo de Nicolas Liez, realizado en 1870.   

## Descripción
La pintura es un óleo sobre lienzo con unas dimensiones de 78 x 118 centímetros. Pertenece a la colección del Museo Nacional de Historia y Arte, en Luxemburgo.

## Análisis
Esta pintura muestra a una vista de la ciudad de Luxemburgo con su ferrocarril y fortaleza.

## Europeana 280
En abril de 2016, la pintura Vista de la ciudad de Luxemburgo desde los Fetschenhof fue seleccionada como una de las diez obras artísticas más grandes de Luxemburgo por el proyecto Europeana.